# کارل رامزاور
 کارل رامزاور (انگلیسی: Carl Ramsauer؛ زاده ۶ فوریهٔ ۱۸۷۹ درگذشته ۲۴ دسامبر ۱۹۵۵) یک فیزیک‌دان اهل آلمان بود. 